# 大石昌良の弾き語りラボ
『大石昌良の弾き語りラボ』(おおいしまさよしのひきがたりラボ) は、2015年12月2日に発売された大石昌良のカバーアルバム。

## 概要
大石昌良自身が過去に発表した作品や、他アーティストへ提供した楽曲などを弾き語りでセルフカバーしたコンセプトアルバムであり、オーイシマサヨシ名義でリリースされた「君じゃなきゃダメみたい」、Tom-H@ckとのユニットであるOxTの楽曲「Clattanoia」なども収録されている。

## 収録曲
1. ファイヤー！ [4:30]
作詞・作曲：大石昌良
新曲。ボーカルエフェクターを使用している。次作『君に聞かせる物語』にリアレンジしたものが収録された。ミュージックビデオが制作されている。
2. 君じゃなきゃダメみたい [3:54]
作詞・作曲：大石昌良
オーイシマサヨシとしてのデビュー曲のセルフカバー。
3. ピエロ [4:58]
作詞・作曲：大石昌良
間奏部分ではマウストランペットやスキャットを用いる。
4. 眼鏡ダーリン [3:28]
作詞・作曲：大石昌良
新曲。
5. Clattanoia [4:28]
作詞：hotaru、作曲：大石昌良
テレビアニメ『オーバーロード』オープニングテーマに起用されたOxTの楽曲のセルフカバー。原曲はアップテンポなラウドロックだが、本作では大幅なアレンジを施されている。
6. 幻想アンダーグラウンド [4:52]
作詞・作曲：大石昌良
7. ストーリー [4:43]
作詞：真戸原直人、作曲：大石昌良
8. 不可侵領域デストロイヤー [3:52]
作詞・作曲：大石昌良
歌い手のりぶへ提供した楽曲のセルフカバー。
9. 枕男子 [4:34]
テレビアニメ『枕男子』への提供曲で、原曲は声優の花江夏樹（めりぃ名義）による歌唱[3]。
10. トライアングル [4:17]
作詞：Kaiomii、作曲：大石昌良
弾き語りの日本一を目指すきっかけとなった一曲。
11. 海を見ていた ぼくは [4:54]
作詞：片山恭一、作曲：大石昌良